# 롭 버든
로버트 그레고리 버든(Robert Gregory Bourdon, 1979년 1월 20일 ~ )은 미국의 음악가이다. 록 밴드 린킨 파크의 드러머를 맡고 있다.

## 생애

### 어린 시절
롭은 캐사라바스에서 태어나 인큐버스 멤버들과 같이 자랐다. 또한 롭은 유대인 가정에서 자랐다.
롭은 원래 피아노를 쳤으나 4학년 때 에어로스미스의 공연을 보고 드럼을 치기 시작했으며 롭의 엄마가 에어로스미스의 드러머 조이 크라머와 사귀었던터라 무대 뒤에서 자주 만날 수 있었고 또한 크라머는 롭에게 베이스 드럼 페달을 주기도 하였다.
10대 초 때, 친구들과 함께 밴드 생활을 시작하고 캐라바사스에 있는 고등학교에 입학했다가 학교에 문제가 생겨 브레드 델슨과 함께 아구라 고등학교에 다녔다. 릴레이티브 디그리라는 밴드를 만들고 뉴욕에 있는 폭시 극장에서 공연하는 목표를 삼고 목표를 이루나 결국에는 밴드가 해체되었다.
또한 롭은 린킨 파크 들어가기 이전에 웨이터로도 일했었다.

### 음악 경력
《Hybrid Theory》, 《Meteora》 두 음반에서의 롭 버든의 스타일은 단순하고 대부분 밴드의 뉴 메탈 쪽이었으나 《Meteora》에 수록되어 있는 "Easier to Run"에서는 롭의 드럼 연주 스타일과는 다르게 매우 복잡하게 연주하며 린킨 파크의 음반 《Minutes to Midnight》에서는 전통적인 목각 연주 스타일과 특히 "The Little Things Give You Away"에서 3/4 이상이 복잡하게 연주한다. 라이브 공연에서 "Bleed It Out"를 연주할 때, 긴 드럼 솔로를 연주한다. 현재 세계 최고의 드러머로 명성이 나있다.

### 사생활
롭은 딱 한번 1992년에 쉬리 애플비와 사귀어 본 적이 있다. 또한 2001년부터 2007년까지 배우 버네사 리 에비건하고 사귀었었으며 보도에 따르면 현재 여자 친구가 없다고 한다.
2004년 1월 20일 LPTV 방영분에 필라델피아, 펜실베니아 공연 후 그의 25번째 축하하는 가운데 무대 뒤에서 밴드가 롭의 22번째 생일이라고 농담하였고 보는 사람을 혼란에 빠지게 했다. 2006년 말, 같은 린킨 파크 멤버인 체스터 베닝턴이 문신에 관련된 인터뷰에서 롭과 브래드 델슨은 종교적인 이유로 문신이 하나도 없다고 밝혔다. (둘 다 유대교를 믿는다.)